# Мрени
Мрените (на латински: Barbus), наричани също барбуси, е род Лъчеперки от семейство Шаранови. Типовият вид на рода е бялата мряна, описана за първи път като Cyprinus barbus, а понастоящем класифицирана като Barbus barbus. Barbus е типовият вид на подсемейството Barbinae, но предвид отношенията между тях е по-уместно таксонът в по-голямата си част (включително типовият вид Barbus) да бъде включен в семейство Шаранови.

## Описание и употреба
Повечето риби в рода се характеризират с „мустачки“ – сетивен орган, разположен от двете страни на устата, който могат да използват за търсене на храна на дъното на водоема.
Мрените често се ловят за храна; в някои региони имат икономическо значение. Хайверът им обаче е отровен.
При разкопки в Шанхур, Египет е открит буркан, датиращ от 6 – 7 в., който съдържа останки от рибни кости (може би на вида Barbus perince). Очевидно още в древността мрените са се използвали за храна, в случая чрез мариноване, за да се получи ястие, подобно на съвременния фесих (или фасех), който египтяните и днес традиционно приготвят за празненствата Шам ел-Несим (пролетен фестивал). 
По-дребните представители на рода понякога се търгуват като аквариумни риби, но като цяло родът не е представен толкова добре в аквариумите, колкотоюгоизточноазиатския Puntius . 
Известно е, че един вид, Barbus microbarbis от Руанда, е изчезнал сравнително скоро. Няколко други вида са известни само от типовите екземпляри, от които са получили името си, но е необходимо настоящото им състояние и съществуване да бъдат потвърдени. Тъй като много от тези видове са местни за езерото Виктория, което претърпя огромни екологични сътресения след въвеждането на нилския костур (Lates nilosus), някои от тях вероятно не са оцелели.

## Систематика и таксономия
Дълги години род Барбуси има репутация на таксон, чиято единствена цел е да класифицира организми, които не се вписват никъде другаде. В исторически план повечето риби, известни като „мрени“, са били класифицирани по подразбиране в род Барбуси. В последните години много ог тях са прекласифицирани в родове като Arabibarbus, Barbichthys, Barbodes, Barboides, Barbonymus, Barbopsis, Caecobarbus, Capoeta, Carasobarbus, Clypeobarbus, Enteromius, Hypselobarbus, Hypsibarbus, Labeobarbus, Leptobarbus, Luciobarbus, Mesopotamichthys, Poropuntius, Probarbus, Pseudobarbus, Puntioplites и Puntius.
Към момента включените в рода Barbus видове са ограничени до типичните мрени и съдържа само риби от Африка и Европа, както и от съседнаите части на Азия. Въпреки това, дори в намалената си версия родът вероятно е парафилетичен и много африкански видове (особено малките) също не принадлежат тук. Вероятно Barbus постепенно ще бъде ограничен до групата около B. barbus – големите видове мрени, които се срещат в Европа до понтийско-каспийския регион. Luciobarbus и особено Messinobarbus са много сходни родове и е по-правилно да бъдат отново включени в рода Barbus. Всички те изглеждат близки роднини – може би най-близките съвременни роднини – на Aulopyge huegelii. Родовете Carasobarbus и Labeobarbus вероятно също са тясно свързани с този род и някои големи хексаплоидни мрени (напр. L. reinii) може в действителност да принадлежат към род Labeobarbus.
Обратно, малките видове мрени от Африка са доста различни. Те дори биха могли да оправдаят създаването на ново подсемейство – особено ако Labeoninae не се включват в Cyprininae – тъй като изглежда се различават толкова от мрените и шараните, колкото същите се различават от представителите на род Garra (които са част от спорните Labeoninae). В рамките на малките африкански мрени могат да бъдат разграничени няколко линии на еволюционно развитие. Те имат предимно диплоиден набор; съществува тетраплоидна група, която в голяма степен е ограничена до района на Южна Африка и е много близка до Pseudobarbus, дори може да бъде включена в нея. По-специално, групата, наречена „червеноперки“, може да се окаже монофилетична и прринадлежаща изцяло към род Pseudobarbus, вместо да е разделена между два рода – Pseudobarbus и Barbus .

## Видове
- Barbus balcanicus Kotlík, Tsigenopoulos, Ráb & Berrebi, 2002
- Barbus barbus (Linnaeus, 1758)
- Barbus bergi Chichkoff, 1935
- Barbus biharicus Antal, László & Kotlík, 2016 [4]
- Barbus borysthenicus Dybowski, 1862
- Barbus caninus Bonaparte, 1839
- Barbus carottae (Bianco, 1998)
- Barbus carpathicus Kotlík, Tsigenopoulos, Ráb & Berrebi, 2002
- Barbus ciscaucasicus Kessler, 1877
- Barbus cyclolepis Heckel, 1837 (Маришка мряна)
- Barbus ercisianus M. S. Karaman (sr), 1971
- Barbus euboicus Stephanidis, 1950
- Barbus goktschaicus Kessler, 1877
- Barbus haasi Mertens, 1925
- Barbus kubanicus L. S. Berg, 1913
- Barbus lacerta Heckel, 1843 (Kura barbel)
- Barbus lorteti Sauvage, 1882
- Barbus macedonicus S. L. Karaman, 1928
- Barbus meridionalis A. Risso, 1827
- Barbus niluferensis Turan, Kottelat & Ekmekçi, 2009
- Barbus oligolepis Battalgil, 1941
- Barbus peloponnesius Valenciennes, 1842
- Barbus pergamonensis M. S. Karaman, 1971
- Barbus petenyi Heckel, 1852 (Черна или балканска мряна)
- Barbus plebejus Bonaparte, 1839
- Barbus prespensis S. L. Karaman, 1924
- Barbus rebeli Koller, 1926
- Barbus sperchiensis Stephanidis, 1950 (Sperchios barbel)
- Barbus strumicae S. L. Karaman, 1955 (Струмска мряна)
- Barbus tauricus Kessler, 1877 (Резовска или Приморска мряна)
- Barbus thessalus Stephanidis, 1971
- Barbus tyberinus Bonaparte, 1839
- Barbus waleckii Rolik, 1970

### Фосилни видове
Известни са фосилни видове мрени (Barbus megacephalus Günther, 1876), които са се срещали във фауната на Сипанг, Индонезия по времето на палеогена, но вероятно трябва да бъдат прекласифицирани.